# Jacob Matschenz
Jacob Matschenz (ur. 1 stycznia 1984 w Berlinie Wschodnim) – niemiecki aktor filmowy i telewizyjny.

## Życiorys

### Wczesne lata
Urodził się i dorastał w Berlinie Wschodnim, gdzie uczęszczał do szkoły realnej.

### Kariera
Jego kontakt z filmem i aktorstwem zaistniał przez zbieg okoliczności. W 2001 r. jego matka zachęciła go do wzięcia udziału w castingu w konkursie. Oferowanej tam roli ostatecznie nie dostał, ale został zaangażowany przez reżysera Jakoba Hilperta do telewizyjnego komediodramatu Małe koła (Kleine Kreise, 2001). Potem pojawił się w jednym z odcinków serialu Telefon 110 (Polizeiruf 110, 2002) i Tatort (2004).
Rola Malte w teledramacie WDR Uśmiech ryby potwora (Das Lächeln der Tiefseefische, 2005) przyniosła mu nagrodę Max Ophüls Preis '2005 dla najlepszego młodego aktora, a za postać 19-letniego Alexandra Karowa, syna profesora chemii, który wybiera do służby w patrolach granicznych NRD, w melodramacie telewizyjnym Na granicy (An die Grenze, 2007) otrzymał nagrodę Adolf-Grimme-Preis '2008. Jako Tommy w młodzieżowym dramacie kryminalnym o przyjaźni i hip-hopie Do śmierci - braci w okresie próbnym (Bis aufs Blut - Brüder auf Bewährung, 2010) wraz z aktorem Burakiem Yiğitem odebrał nagrodę EZetera na Internationalen Filmfest Emden-Norderney oraz Bavarian Film Award 2010 w kategorii Debiut.

## Wybrana filmografia

### Filmy fabularne
- 2001: Małe koła (Kleine Kreise, TV)
- 2002: Mutanty (Mutanten) jako Jens
- 2003: Sex Up - faceci, którym nie jest łatwo (Sex Up - Jungs haben's auch nicht leicht, TV) jako Adam 'Häschen' Hoppeczynski
- 2005: Rose jako Stan
- 2005: Uśmiech ryby potwora (Das Lächeln der Tiefseefische, TV) jako Malte
- 2006: Tornado (Tornado - Der Zorn des Himmels, TV) jako Michael
- 2006: Neandertal jako Guido
- 2006: Graficiarze. Wholetrain (Wholetrain) jako Achim
- 2007: 42plus jako Tamaz
- 2007: Na granicy (An die Grenze) jako Alexander Karow
- 2007: Na wulkanie (Auf dem Vulkan, TV) jako Joshi Jung
- 2008: W zimie minie rok (Im Winter ein Jahr) jako Tobias Hollander
- 2008: Fala (Die Welle) jako Dennis
- 2008: 1-go maja (1. Mai – Helden bei der Arbeit) jako Jacob
- 2009: Kot w butach (Der Gestiefelte Kater, TV) jako Hans
- 2009: Krokodyle z przedmieścia (Vorstadtkrokodile) jako Dennis
- 2010: Biegnij, jeśli możesz (Renn, wenn Du kannst) jako Christian
- 2010: Do śmierci - braci w okresie próbnym (Bis aufs Blut - Brüder auf Bewährung) jako Tommy
- 2011: Adams Ende jako Marcel
- 2011: A na morzu spokój (La Mer à l'aube) jako Żołnierz Otto
- 2011: Faceci w wielkim mieście 2 (Männerherzen... und die ganz ganz große Liebe) jako Helge
- 2011: Kolejny powrót Krokodyli z przedmieścia (Vorstadtkrokodile 3) jako Dennis
- 2012: Finn i droga do nieba (Finn und der Weg zum Himmel, TV) jako Finn Mulzer
- 2012: Opiekun (Schutzengel) jako Toni Santer
- 2012: Drei Zimmer/Küche/Bad jako Philipp
- 2013: Misja Sputnik (Sputnik) jako Wujek Mike
- 2014: Jack jako Philipp
- 2014: Till Eulenspiegel (TV) jako Till Eulenspiegel
- 2015: Trzech Turków i dziecko (3 Türken & ein Baby) jako Kaspar

### Seriale TV
- 2002: Telefon 110 (Polizeiruf 110)
- 2004: Tatort jako Michael Voss
- 2006: Dwa anioły Amora (Zwei Engel für Amor) jako Dirk Krahn
- 2006: Tatort jako Andi Schwab
- 2008: SOKO Leipzig jako David Balthus
- 2009: SOKO Köln jako Jakob Schmidt
- 2011: Zatopienie "Laconii" (The Sinking of the Laconia) jako Mannesmann
- 2011: Dreileben jako Johannes
- 2012: Bella Block jako Lenny Gravert
- 2014: Pątniczka (Die Pilgerin) jako Sebastian Laux
- 2014: Tatort (Miejsce zbrodni) jako Sascha